# 德斯萊特 (密蘇里州)
德斯萊特（英語：Deslet）是位於美國密蘇里州香農縣的非建制地區。

## 歷史
德斯萊特的郵局於1896年設立，其後於1955年停運。

## 地理
德斯萊特所處的海拔為高於海平面196米（即643英呎），而該地所採用的時區為UTC-6，即北美中部時區（CST）。同時該地設有夏令時間，為UTC-6調快一小時，即UTC-5（CDT）。